# گورو انگد
گورو انگد دیو جی (به انگلیسی: Guru Angad) دومین گورو از گوروهای دهگانه آئین سیک است.
نام اصلی وی لهنا بود، وی به سال ۱۵۰۴ میلادی، در روستای سرائینگا پنجاب هند زاده شد. در سال ۱۵۳۸، گورو نانک لهنا را به جانشینی خود برگزید، و وی از آن پس با نام گورو انگد شناخته شد.
گورو انگد مبدع الفبای گرمکهی بود؛ این خط به تدریج در بین مردم بسیار رایج شد. او نخستین زندگینامه گورو نانک را نوشت و در کتابی جمع‌آوری کرد.
گورو انگد، پیش از مرگ، سری امرداس را به جانشینی خود برگزید. او در سال ۱۵۵۲ در سن چهل و هفت سالگی درگذشت.